# Ziba phorminx
Ziba phorminx is een slakkensoort uit de familie van de Mitridae. De wetenschappelijke naam van de soort is voor het eerst geldig gepubliceerd in 1969 door S.S. Berry.